# Clara Germana Cele
Clara Germana Cele foi uma jovem cristã sul-africana que tornou-se notória por ter passado por um dos mais famosos casos de exorcismo documentados.

## Relatos de Possessão
Diz-se que ela foi possuída quando era uma estudante de dezesseis anos de idade na missão de São Miguel em Natal, África do Sul. A menina era órfã de origem africana e foi batizada ainda criança. 
Na idade de dezesseis anos, a menina fez um pacto com Satanás e esta é a causa de sua possessão demoníaca. 
Clara mais tarde revelou essa informação a seu confessor, o padre Hörner Erasmus. Em um relato escrito por uma freira, Clara dizia ser capaz de falar línguas que ela não tinha conhecimento prévio. Este fato também foi testemunhado por outros, que registraram que ela "entendia polonês, alemão, francês, norueguês e todas as outras línguas". 
A freira relatou que Clara demonstrou clarividência ao revelar os segredos e transgressões mais íntimas de pessoas com as quais não tinha contato. 
Além disso, Clara não suportava a presença de objetos abençoados e parecia imbuída de uma força e ferocidade extraordinárias, muitas vezes lançando freiras pelos quartos do convento e espancando-as. A freira relatou que os gritos da menina tinham uma bestialidade selvagem que surpreendeu as pessoas ao seu redor. Em relação à voz da menina, uma freira assistente até escreveu: "Nenhum animal jamais havia feito tais sons. Nem os leões da África Oriental nem os touros furiosos. Às vezes, parecia que uma verdadeira manada de feras orquestradas por Satanás havia formado um coro infernal".
A menina, segundo alguns, teria levitado um metro e meio no ar, às vezes verticalmente e às vezes horizontalmente; quando borrifada com água benta, diz-se que a menina saiu desse estado de sua possessão satânica. 

## Sessão de exorcismo
De acordo com um Manual Pastoral Luterano, alguém que possui esses sintomas é uma indicação de que o indivíduo está verdadeiramente possesso, em vez de sofrer de uma doença mental. Consequentemente, dois padres católicos romanos, Reverendo Mansueti (Diretor da Missão de São Miguel) e Reverendo Erasmus (seu confessor), foram nomeados para realizar um exorcismo em Clara Germana Cele.
Durante o exorcismo, a primeira ação de Clara foi arrancar a Bíblia Sagrada das mãos do padre e agarrar sua estola na tentativa de sufocá-lo. 
Por dois dias e aos olhos de centenas de testemunhas que a viram levitar e tentar estrangular um dos sacerdotes enquanto as sagradas escrituras eram lidas diante dela, os sacerdotes a exorcizaram várias vezes até conseguirem expulsar os espíritos invasores. 

## Morte
Por seis anos, Clara viveu uma vida livre de possessão demoníaca até morrer em 1912 de insuficiência cardíaca aos 22 anos.